# Ашуг Адалят
Ашуг Адалят (азерб. Aşıq Ədalət), при рождении Адалят Магомедали оглы Насибов азерб. Ədalət Məhəmmədəli oğlu Nəsibov (27 января 1939, Газах Азербайджанская ССР — 14 сентября 2017, Баку), — азербайджанский ашуг, один из видных представителей газахской ашугской школы. Заслуженный деятель искусств Азербайджанской ССР (1990), президентский стипендиат (2002).

## Биография
Ашуг Адалят родился в 1939 году в азербайджанском городе Газах, в семье башмачника. Первым учителем ашуга был его отец, которой начал учить его игре на сазе, когда ему было всего 5 лет. Устной народной литературе Адалят учился у жителя Газахского района — Магомедали киши. Окончил 1-ю городскую среднюю школу города Газаха.

## Творчество
Не сумев получить высшее образование из-за бедности, ашуг Адалят зарабатывал на жизнь с помощью саза. С 10-летнего возраста начал ездить вместе с видными ашугами по всем регионам Азербайджана, а также Борчалы (азербайджанонаселенные регионы Грузии) и западный Азербайджан (Гёкча). С 15 лет самостоятельно выступает как ашуг. Его учителем являлся Ашуг Али.
Ашуг Адалят впервые был приглашен в Баку в 1950 году академиком Асланом Аслановым, дома у которого он прожил один месяц. Благодаря Асланову состоялся дебют молодого ашуга на азербайджанском радио и телевидении и знакомство с такими корифеями, как Самед Вургун, Исмаил Шихлы, Гусейн Ариф, Исмаил Сарывелли и др.
В 1968 году Всесоюзная фирма грампластинок «Мелодия» выпустила два диска с азербайджанскими народными мелодиями «Баш мухеммес» и «Кэреми» в исполнении на сазе Ашуга Адалята Насибова.
В 2007 году Ашуг Адалят являлся членом жюри конкурса ашугов «Озан», транслируемого на азербайджанском телеканале «Lider TV»/
В 2013 году Ашуг Адалят снялся в клипе молодого азербайджанского ашуга Акшина Тариэльоглу, на композицию «Yanıg Kərəmi», который был снят в новом жанре классического рока.

## Фильмография
- «Семеро сыновей моих» (азерб. «Yeddi oğul istərəm...»), фильм, 1970.
- «Адалят», фильм, 1971.
- «Ашуг Алескер», фильм, 1972.
- «Прима», фильм, 1992.
- «Моя божья доля и струнный саз» (азерб. «Tanrı payım, telli sazım»), фильм, 2007.

## Дань памяти
7 декабря 2010 года Союз Ашугов Азербайджана совместно с Министерством культы и туризма Азербайджана провели в Баку концерт, посвященный памяти ашуга Адалята Насибова.

## Семья
Пятеро детей. Средний сын, а также один из внуков также являются ашугами.